# Eucidaris tribuloides
oursin-lance antillais, oursin-crayon gris
Espèce
L’'oursin-lance antillais ou oursin-crayon gris (Eucidaris tribuloides) est une espèce d'oursin de la famille des Cidaridés vivant dans les Caraïbes.

## Description
C'est un oursin régulier sphérique. La coquille (appelée « test ») peut mesurer jusqu'à 6 cm de diamètre, autour de laquelle rayonnent des piquants (appelées « radioles ») robustes. Le genre est aisément reconnaissable à ses grosses radioles primaires : celles-ci sont alignées en cinq doubles rangées verticales, très épaisses, parfois annelées de couleur plus claire et montées sur de gros mamelons. Ces radioles primaires servent surtout à la défense et au camouflage, et sont épaisses mais peu nombreuses (l'oursin peut les régénérer si nécessaire) ; elles sont tronquées à leur pointe (leur section forme un petit soleil) et généralement recouvertes d'épibiontes (algues, corallinales...), car contrairement à la plupart des oursins le squelette de calcite y est à nu, sans épithélium. Le test et la base des radioles primaires sont protégés par un second type de radioles beaucoup plus petites et plates, le plus souvent blanc sale à bords brun-orangé et formant des sortes de gouttières le long des aires ambulacraires. Au sommet du test, le système apical très large et orange pâle est composé d'une plaque centrale (le périprocte, qui contient l'anus) et de cinq plaques terminales disposées en étoile grossière (une plaque madréporitique et quatre plaques génitales).
Cet oursin ressemble beaucoup à son cousin du Pacifique, Eucidaris thouarsii, ainsi qu'à son voisin Stylocidaris affinis.

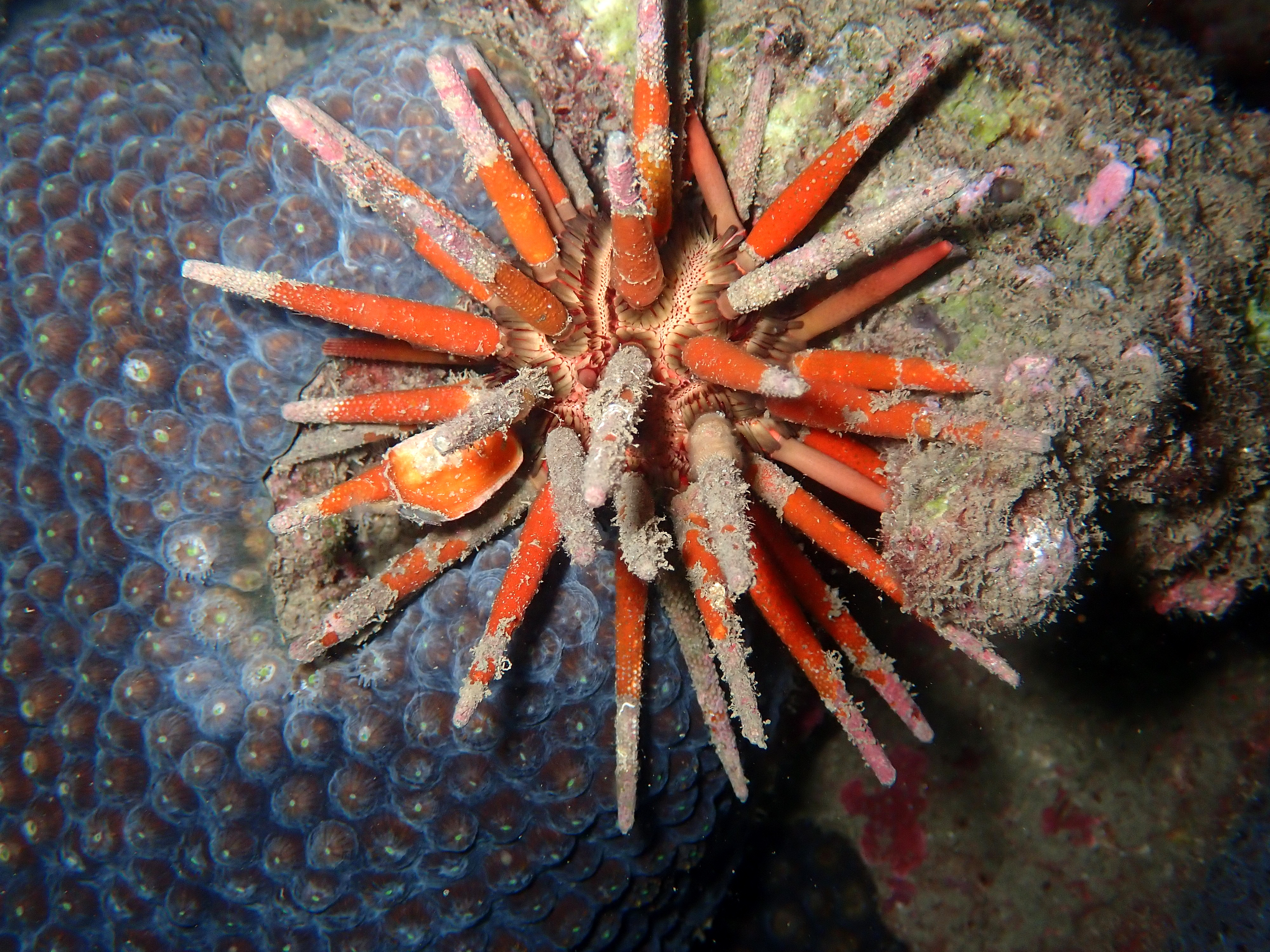
Spécimen africain à São Tomé.
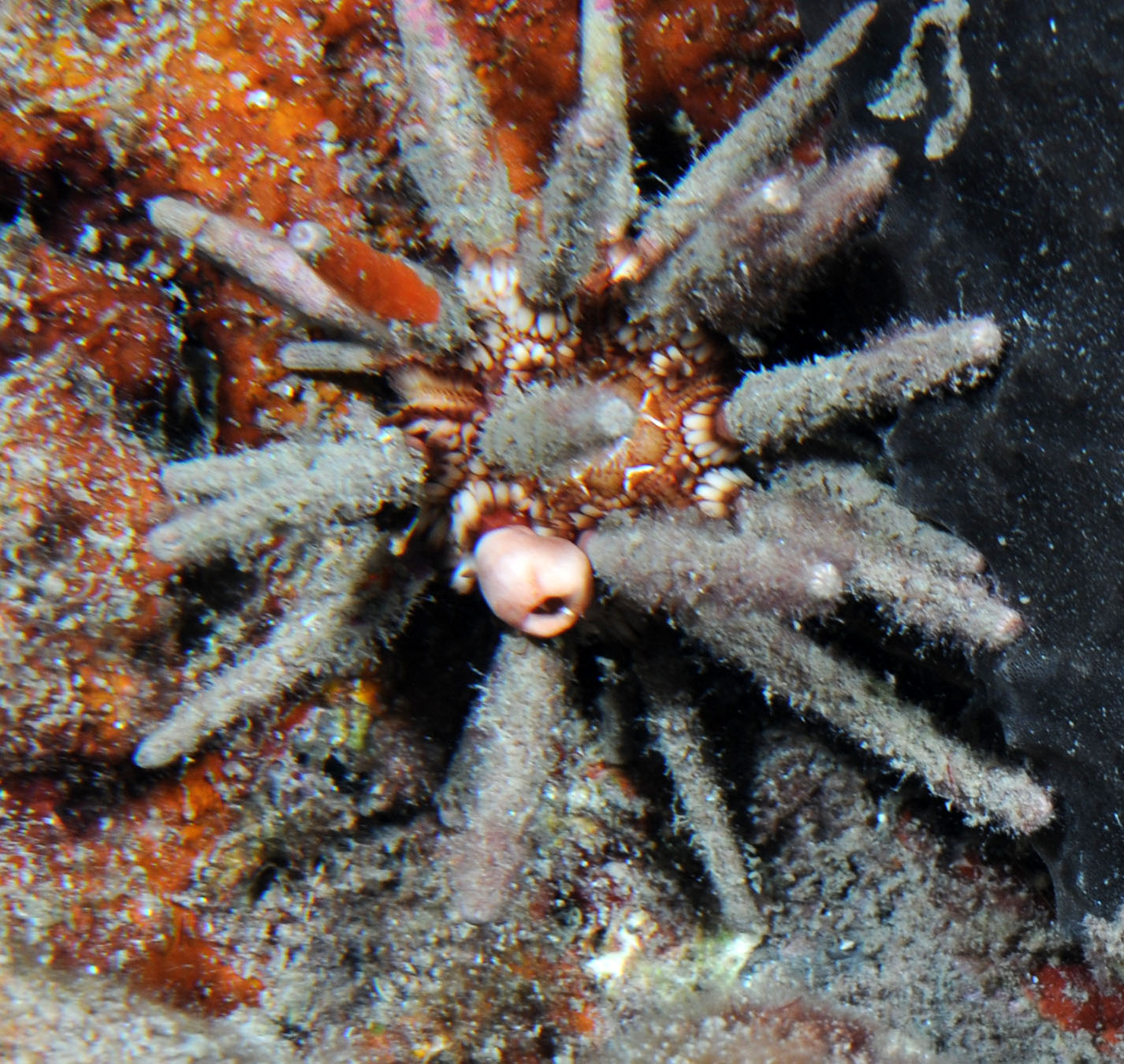
Observé au Flowers Garden Banks National Marine Sanctuary.
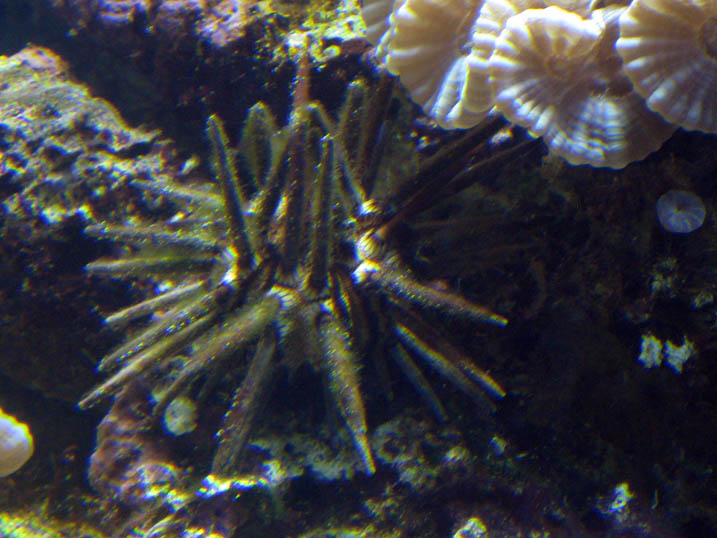
Spécimen de l'aquarium de Baltimore.
Forme « clavatus »

## Habitat et répartition
On trouve l'oursin-lance dans tout l'Atlantique Ouest tropical, du nord du Brésil à la Caroline du Sud et dans toutes les Caraïbes. La sous-espèce Eucidaris tribuloides africana peuple quant à elle certaines zones d'Afrique de l'Ouest, notamment dans le golfe de Guinée et au Cap-Vert.

Il se rencontre dans les écosystèmes coralliens, que ce soit sur les récifs, les fonds rocheux ou les herbiers. Il peut vivre de la surface à plus de 600 m de fond.

## Écologie et comportement
Crépusculaire et nocturne, cet oursin vit le jour enfoui dans une cavité, à l'abri des prédateurs. Il en sort de la nuit pour se nourrir, en broutant le substrat avec son puissant appareil masticateur (appelé « lanterne d'Aristote »). Omnivore et détritivore, il broute principalement des algues mais ne néglige pas un régime carné à base de charognes et d'animaux sessiles comme des éponges, des cnidaires ou même des mollusques.
La reproduction est gonochorique, et mâles et femelles relâchent leurs gamètes en même temps en pleine eau, où œufs puis larves vont évoluer parmi le plancton pendant quelques semaines avant de se fixer.

## L’oursin-lance antillais et l'Homme
Contrairement à la plupart de ses congénères, cet oursin ne présente pas de danger pour l'homme vu que ses piquants ne sont pas pointus. Par ailleurs, ses mœurs cryptiques et ses couleurs vives limitent les risques de marcher dessus par inadvertance. Il n'est d'aucune valeur commerciale, et ne semble consommé dans aucun pays de son aire de répartition.

### Origine du nom
Son nom français lui vient de la forme de ses radioles, qui rappelle celle d'une lance, et de son aire de répartition (il est courant aux Antilles). On l'appelle aussi parfois « oursin-crayon gris », pour le distinguer d'avec l'oursin-crayon Heterocentrotus mammillatus.

Son nom scientifique vient tout d'abord du grec pour le nom du genre : eu - kidaris signifie « vraie couronne » (le terme cidaris désignait la couronne des rois perses, le préfixe étant surtout un diacritique pour la taxonomie). Le nom d'espèce vient pour sa part du latin tribulus, qui désigne un fruit épineux, la Mâcre nageante.

Dans les autres langues, il est appelé « Slate pencil urchin », « mine urchin » ou « club urchin » en anglais, « Erizo de palitos » ou « erizo de clavos » en espagnol, et « Griffel-Seeigel » ou « Lanzenseeigel » en allemand.